# Mohammed Ibrahim Egal
Mohammed Ibrahim Egal (som. Maxamed Xaaji Ibraahim Cigaal, arab. محمد الحاج ابراهيم ايغال; ur. 15 sierpnia 1928 w Codweyne, zm. 3 maja 2002 w Pretorii) – prezydent Somalilandu od 16 maja 1993 do śmierci.
W 1956 wstąpił do Somalijskiej Ligi Narodowej, w 1958 został jej sekretarzem generalnym. Podczas krótkiej niepodległości Somalilandu w 1960 był jego premierem. W zjednoczonej Somalii sprawował funkcje ministra obrony (1960–1961) i edukacji (1961–1962). W późniejszym okresie wstąpił do Ligi Młodzieży Somalii, w 1967 został premierem i ministrem spraw zagranicznych. W 1969 jego rząd został obalony przez pucz gen. Mohammeda Siada Barre, a sam Egal przebywał do 1975 w więzieniu. W 1976 przez krótki czas (lipiec – październik) był ambasadorem w Indiach, następnie ponownie został aresztowany. Zwolniony w 1982, został przewodniczącym Izby Handlu, Przemysłu i Rolnictwa Somalii. W 1993, po dymisji Abdurahmana Ahmeda Alego Tura, objął urząd prezydenta Somalilandu, który dwa lata wcześniej odłączył się od pogrążonej w wojnie domowej Somalii. Niepodległość kraju nie została uznana przez społeczność międzynarodową, co nie przeszkodziło Egalowi i jego rządowi utrzymać w Somalilandzie – w przeciwieństwie do reszty Somalii – względnego spokoju i stabilności.